# 27564 Astreichelt
27564 Astreichelt è un asteroide della fascia principale. Scoperto nel 2000, presenta un'orbita caratterizzata da un semiasse maggiore pari a 2,7560254 au e da un'eccentricità di 0,0967734, inclinata di 8,52007° rispetto all'eclittica.
L'asteroide è dedicato all'insegnante statunitense Astrid Reichelt.